# Ctenotus septenarius
Ctenotus septenarius (гібберний гребневухий сцинк) — вид сцинкоподібних ящірок родини сцинкових (Scincidae). Ендемік Австралії. Вид названий на честь німецького ботаніка Моріца Ріхарда Шомбурга.

## Поширення і екологія
Гібберні гребневухі сцинки мешкають на півдні Північної Території, а також в сусідніх районах Західної Австралії, Південної Австралії та Квінсленда. Вони живуть в кам'янистих пустелях, серед пагорбів і хребтів, слабо порослих рослинністю.